# 1162 Лариса
1162 Лариса (енгл. 1162 Larissa) је астероид. Приближан пречник астероида је 44,6 ,
а средња удаљеност астероида од Сунца износи 3,928 астрономских јединица (АЈ).
Инклинација (нагиб) орбите у односу на раван еклиптике је 1,887 степени, а орбитални период износи 2844,486 дана (7,787 година). Ексцентрицитет орбите астероида износи 0,111.
Апсолутна магнитуда астероида износи 9,44 а геометријски албедо 0,148.
Астероид је откривен 5. јануара 1930. године,а назив је добио по грчком граду Лариси.